# Aubigny (Allier)
Aubigny è un comune francese di 184 abitanti situato nel dipartimento dell'Allier della regione dell'Alvernia-Rodano-Alpi.
Nel territorio comunale le acque del fiume Burge confluiscono in quelle dell'Allier.

## Società

### Evoluzione demografica
Abitanti censiti